# Mirayi-See
Der Mirayi-See liegt im Sektor Gashora des Distrikts Bugesera in der Ostprovinz von Ruanda.

## Geographie
Der Mirayi-See hat eine Fläche von 2,3 km² und eine mittlere Tiefe von lediglich 3,5 m. Er ist Teil einer Gruppe flacher Seen, die sich in einem Sumpfkomplex auf einer mittleren Höhe von 1360 m befinden. Der größte dieser Seen ist der nordöstlich liegende Mugesera-See. Die Wassertemperaturen in den Seen liegen bei etwa 24 bis 26 °C. Der Wasserstand steigt während der zweimal jährlich auftretenden Regenzeit um ein bis zwei Meter. Die Sichttiefe liegt bei 80 bis 90 cm und ist während der Regenzeiten am geringsten. Nachbarseen des Mirayi-Sees sind der Rumira-See im Nordwesten und der Kilimbi-See im Südosten. Im Nordosten verläuft zudem an der Grenze des Distrikts Bugesera der Nyabarongo von Nordwesten Richtung Südosten. Auf der Nordseite des Sees liegt der Ort Gashora.

## Wirtschaft
Der Mirayi-See wird für die Fischerei genutzt. 1975 lag die jährliche Fangmenge bei rund 20 Tonnen.